# Objaw syfonu
Objaw syfonu – występuje na skutek wytworzenia podciśnienia w jamie czaszki w przypadku istnienia szczeliny kostnej komunikującej mózgoczaszkę z trzewioczaszką. Może powstawać na skutek drenażu lędźwiowego zastosowanego podczas leczenia płynotoku. Ujemne ciśnienie względne powoduje "zassanie" powietrza przez szczelinę i powstanie odmy śródczaszkowej.